# Andreas Wagner (Theologe, 1963)
Andreas Wagner (* 1. Juli 1963 in Ludwigshafen) ist ein deutscher evangelischer Theologe und Professor für Altes Testament an der Universität Bern.

## Werdegang
Andreas Wagner wuchs in der heutigen Metropolregion Rhein-Neckar auf. Nach Abitur am Carl-Bosch-Gymnasium Ludwigshafen/Rh. und Zivildienst studierte er an der Johannes Gutenberg-Universität Mainz und der Ruprecht-Karls-Universität Heidelberg Evangelische Theologie, in Mainz außerdem Deutsche Philologie, Musikwissenschaft und Musik; in den drei letztgenannten Studienfächern erwarb Wagner in Mainz 1990 den Grad eines Magister Artium. In Mainz folgte eine Tätigkeit als wissenschaftlicher Mitarbeiter bei Diethelm Michel, der auch Wagners Dissertation über Sprechakte und Sprechaktanalyse im Alten Testament betreute. An die Promotion 1995 schloss sich eine Habilitation über alttestamentliche Prophetie an, die 2002 in Mainz abgeschlossen wurde.
Nach zwei Privatdozentenjahren in Mainz wechselte Wagner 2004 mit einem DFG-Forschungsstipendium nach Heidelberg; im Zusammenhang damit erfolgte eine Umhabilitation nach Heidelberg. Nach Lehrstuhlvertretungen in Basel und Mainz und einer Tätigkeit am Institut für Theologie und Sozialethik der TU Darmstadt wurde Wagner 2009 als Professor für Altes Testament nach Bern berufen, 2017 erfolgte die Ernennung zum Ordinarius, seit 2019 ist er Direktor des Instituts für Altes Testament.
2013 wurde er in der Evangelischen Kirche der Pfalz ordiniert. Von 2013 bis 2016 war er Präsident der Christlich-Jüdischen Arbeitsgemeinschaft (CJA) Bern.

## Werk
In seiner Dissertation untersuchte er die Verschränkungen der hebräischen Sprache mit der Handlungsdimension von Sprache. Er deutet die Sprechakte des Segnens im Alten Testament im Blick auf das, was sie bewirken. So erklären sich mittels der Sprechakttheorie eine Fülle von sprachlichen Problemen des Hebräischen; der Zusammenfall von Sprache und Handlung (früher „Koinzidenzfall“) kann nun besser verstanden werden, es gibt neue Zugänge zu Interjektionen. Daraus ergaben sich Vorschläge für die Neuübersetzung von Bibelstellen.
Die Hauptthese der Habilitation bezieht sich auf die Frage, in welcher Weise sich das Reden der Propheten im Alten Testament als Sprechen im Namen Gottes versteht. Die Schlüsselformel dafür ist die Legitimations- und Ermächtigungsformel „So spricht der Herr“.
In den letzten Jahren stehen Arbeiten über Psalmen, deren sprachliche und religionsgeschichtliche Aspekte sowie das anthropomorphe Sprechen über Gott im Vordergrund.

## Forschungsschwerpunkte
- Anthropologie
- Prophetie
- Psalmen
- Theologie und Religionsgeschichte
- Hebräische Philologie

## Schriften (Auswahl)
Monographien
- God's Body. The Anthropomorphic God in the Old Testament. (T&T Clark) London [u. a.] 2019. [Übersetzung von Gottes Körper 2010].
- Gottes Körper. Zur alttestamentlichen Vorstellung der Menschengestaltigkeit Gottes. Gütersloh 2010.
- Menschenverständnis und Gottesverständnis im Alten Testament. (Gesammelte Aufsätze II) Göttingen 2017.
- Beten und Bekennen. Über Psalmen. Neukirchen-Vluyn 2008.
- Emotionen, Gefühle und Sprache im Alten Testament. Waltrop 2006, 2. Aufl. 2011 (KUSATU 7).
- Prophetie als Theologie. Die so spricht Jahwe-Formeln und das Grundverständnis alttestamentlicher Prophetie. Göttingen 2004 (FRLANT 207).
- Sprechakte und Sprechaktanalyse im Alten Testament. Untersuchungen an der Nahtstelle zwischen Handlungsebene und Grammatik. Berlin/New York 1997 (BZAW 253).

Herausgegebene Werke
- mit Jürgen van Oorschot: Gott und Mensch im Alten Testament – Zum Verhältnis von Gottesbild und Menschenbild. Hrsg. von Jürgen van Oorschot und Andreas Wagner. (Veröffentlichungen der Wissenschaftlichen Gesellschaft für Theologie 52) Leipzig 2018.
- mit Jürgen van Oorschot: Individualität und Selbstreflexion in den Literaturen des Alten Testaments. Hrsg. von Andreas Wagner und Jürgen van Oorschot.
- mit Jürgen van Oorschot: Anthropologie(n) des Alten Testaments (= Veröffentlichungen der Wissenschaftlichen Gesellschaft für Theologie 42). Leipzig 2015; 2. Aufl. 2018.
- mit K. Müller: Synthetische Körperauffassung im Hebräischen und den Sprachen der Nachbarkulturen (= AOAT 416). Münster 2014.
- Göttliche Körper – göttliche Gefühle. Was leisten anthropomorphe und antropopathische Götterkonzepte im Alten Orient und Alten Testament? (= OBO 270). Fribourg und Göttingen 2014.
- Albert Schweitzer. Facetten einer Jahrhundertgestalt (= Berner Universitätsschriften 59). Bern 2013.
- Glück (= Berner Universitätsschriften 56). 2011.
- Anthropologische Aufbrüche. Alttestamentliche Menschenkonzepte und anthropologische Positionen und Methoden (= FRLANT 232). Göttingen 2009.
- Parallelismus membrorum. Fribourg/Göttingen 2007 (OBO 224).
- Primäre und sekundäre Religion als Kategorie der Religionsgeschichte des Alten Testaments. Berlin/New York 2006 (BZAW 364).
- Gott im Wort – Gott im Bild. Bilderlosigkeit als Bedingung des Monotheismus? Neukirchen-Vluyn 2005; 2. Aufl. 2008.
- mit Achim Behrens, Johannes F. Diehl, Anja Diesel, Reinhard G. Lehmann und Achim Müller: Diethelm Michel: Grundlegung einer hebräischen Syntax. Bd. 2. Der Nominalsatz. Neukirchen-Vluyn 2004.
- Bote und Brief. Frankfurt [u. a.] 2003 (NWS 4).
- mit Manfred Kropp: Schnittpunkt Ugarit. Frankfurt am Main 1999 (NWS 2).
- Sühne – Opfer – Abendmahl. Neukirchen-Vluyn 1999.
- Studien zur hebräischen Grammatik. Fribourg/Göttingen 1997 (OBO 156).
- mit Achim Müller, Reinhard G. Lehmann, Anja Diesel, Johannes F. Diehl und Achim Behrens: Diethelm Michel: Studien zur Überlieferungsgeschichte alttestamentlicher Texte (= ThB 93) Gütersloh 1997.
- mit Anja Diesel, Reinhard G. Lehmann, Eckart Otto: „Jedes Ding hat seine Zeit …“ Studien zur israelitischen und altorientalischen Weisheit. Diethelm Michel zum 65. Geburtstag (= BZAW 241) Berlin/New York 1996.